# Ficus coronata
Ficus coronata là một loài thực vật có hoa trong họ Moraceae. Loài này được Spin mô tả khoa học đầu tiên năm 1818.

## Hình ảnh

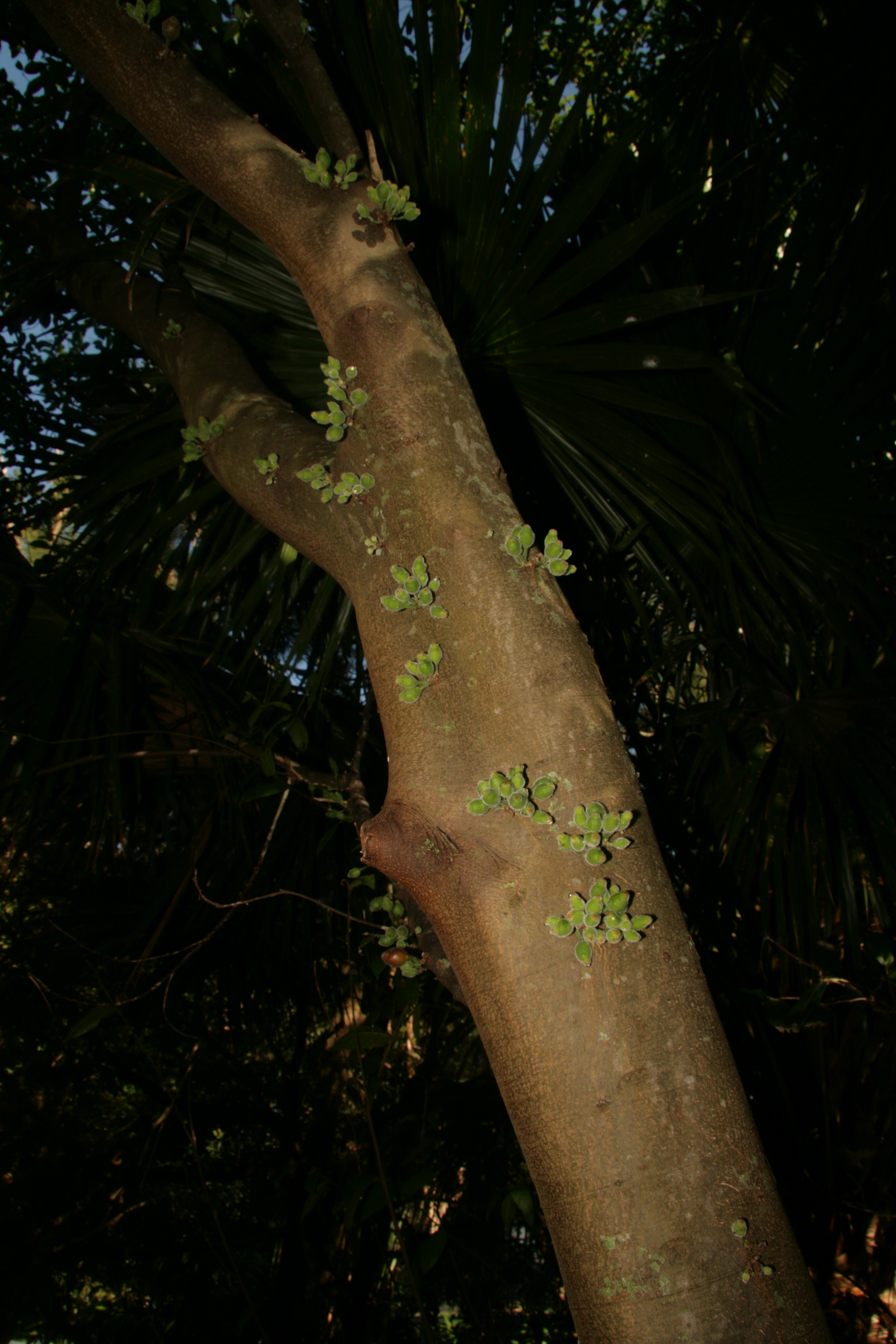